# Alice (chanteuse)
Pour les articles homonymes, voir Alice.
Alice, nom d'artiste de Carla Bissi (née le 26 septembre 1954 à Forlì, en Émilie-Romagne) est une chanteuse italienne, active depuis 1971.

## Biographie
Alice a commencé à se faire connaître dans les années 1970. Elle rencontre le grand succès avec la chanson Il vento caldo dell'estate et l'album Capo Nord en 1980. C'est le début de la collaboration avec Franco Battiato. L'année suivante c'est la consécration quand elle remporte le Festival de Sanremo en 1981 avec la chanson Per Elisa suivie par des singles hit européens tels que Una Notte Speciale, Messaggio, Chanson Egocentrique, Prospettiva Nevski et Nomadi et puis des albums tels que Gioielli Rubati - Alice Canta Battiato, Park Hotel, Elisir et Il Sole Nella Pioggia classés en Europe, Scandinavie et Japon.
En 1984, Alice représente l'Italie au Concours Eurovision de la chanson avec I treni di Tozeur, un duo avec son collaborateur de longtemps Franco Battiato. Dans sa carrière plus récente Alice a exploré une gamme diverse de genres musicaux incluant la musique classique, le smooth jazz, l'electronica et l'ambient et a collaboré avec de nombreux artistes renommés d'origine anglaise et américaine. Son album le plus récent Weekend, avec son single porteur Tante belle cose, version italienne de la chanson Tant de belles choses de Françoise Hardy, est sorti en 2014.

### Les débuts
À l'âge de huit ans, Carla Bissi commence à étudier le piano et le chant, participant à divers événements de chant réservés aux enfants puis commence sa carrière avec son vrai nom, participant à différents concours pour jeunes talents. En août 1967 à Cesenatico lors du concours Fuori le voce, elle se fait remarquer et obtient son premier article dans l’un des plus prestigieux hebdomadaires italiens spécialisés en musique beat et pop, Giovani . Elle est alors âgée d’à peine treize ans.
En 1971 elle gagne le Festival de Castrocaro avec une interprétation très personnalisée de Tanta voglia di lei, un classique des Pooh ; la presse lui donne un sobriquet grâce à ses grands yeux foncés, la cerbiatta di Forlì (« la bichette de Forlì »), sur le modèle de ceux qui avaient été assignés à d'autres chanteuses italiennes.
L'année suivante elle participe au Festival de Sanremo avec la chanson Il mio cuore se ne va, mais elle ne réussit pas à arriver en finale. La chanteuse affirmera plus d’une fois que ce morceau ne l’enthousiasmait pas. Toujours en 1972, avec le morceau La festa mia (écrit par Franco Califano), elle reçoit le prix de la Gondola d'Argento (la Gondole d'Argent) à la Mostra Internazionale di Musica Leggera de Venise.
Suit un moment de silence, mais en 1975 elle publie pour CBS son premier album, La mia poca grande età, avec le nom d'artiste Alice Visconti. Deux singles suivent dont Io voglio vivere repris par Gérard Lenorman sous le titre L'enfant des cathédrales et Piccola anima.
En 1978 sort un deuxième LP titré Cosa resta… un fiore, dont sont extraits deux autres singles (…E respiro et Un'isola) : les interprétations sont encore convaincantes, la voix présente déjà un timbre très particulier.

### La rencontre avec Battiato, la victoire à Sanremo et le succès européen
En 1980 Alice perd le nom de Visconti : Elle signe avec EMI et s’entoure d’une nouvelle équipe dont le producteur Angelo Carrara, qui lui présente Franco Battiato. Cette rencontre permet à la jeune chanteuse de se perfectionner dans la composition de ses chansons. Elle signe avec Battiato et Francesco Messina son premier grand succès Il vento caldo dell'estate, qui l’a propulse au hit parade. Sort en même temps l’album Capo del Nord, la touche de Battiato se reconnait par les arrangements particulièrement avant-gardiste.
En 1981, Alice écrit avec Franco Battiato et Giusto Pio un autre morceau Per Elisa. Battiato suggère à Alice de le présenter au Festival de Sanremo, et contre toute attente la chanson gagne le premier prix et se place au hit parade.
Démarre alors sa première tournée européenne, Per Elisa et l’album Alice (sorti quelques mois après le festival, en collaboration avec Battiato), connaissent un succès surtout en Allemagne. D’ailleurs Alice a vendu plus d’albums en Allemagne qu’en Italie. En effet durant l’été 1981, la chanteuse en collaboration avec Battiato et Giusto Pio sort un nouveau morceau Una Notte Speciale, qui restera dans les charts allemands pendant deux ans.
Durant l’été 1982 sort le single Messaggio qui se place à la 4e place du hit parade. Ce morceau confirme élégamment l’image piquante d’Alice auprès du grand public, les auteurs sont encore une fois Alice, Giusto Pio et Franco Battiato (Battiato utilise le pseudonyme de Kiu). Dans la même année, Alice et Battiato sortent un duo : Chan-son egocentrique issu de l’album Azimut, c’est encore un succès.
En 1983, lors de l’émission de télévision Azzurro, elle gagne en duo avec Nada. Puis en automne elle sort un nouveau morceau Il profumo del silenzio extrait de l’album Falsi allarmi.
En 1984, en duo avec le chanteur allemand Stefan Waggershausen elle connait encore un succès au niveau européen en vendant plus d'un million de disques de la chanson Zu nah am feuer. Toujours en 1984, elle représente l’Italie à l'Eurovision, elle décroche la 5e place du trophée avec I treni di Tozeur. Ce morceau se place à la 3e place du hit-parade italien, et reste encore aujourd’hui sa meilleure vente de disque en Italie.
En 1985 sort le dernier album en collaboration avec le producteur Angelo Carrara : Gioielli rubati, enregistré entre Milan et le Power Station de New York. Cet album rend hommage à Franco Battiato, et permet à Alice d’obtenir le prix de meilleur interprète de l’année au prestigieux Premio Tenco.

### Tournant
En 1986, Francesco Messina devient son producteur, de cette nouvelle collaboration sort l’album Park Hotel. Pour cet album Alice s’entoure d’artistes comme Jerry Marotta, Phil Manzanera, Tony Levin et Lory Pallot ex bassiste des Fenomenals. Alice démontre encore une fois sa position européenne, en effet l’album se positionne en Autriche, Allemagne et en Suisse dans les vingt meilleures ventes.
En 1987, la chanteuse réalise Elisir (salué par la critique en Allemagne), cet album reprend des anciens morceaux révisés et deux inédits. Il gagne en Allemagne le Goldene Europa pour tous les succès obtenus dans ce pays. Dans le même temps sort au Japon une autre compilation Kusumakura.
Toujours en 1987, Michele Fedrigotti l’accompagne au piano. Lors des concerts, ils abordent un répertoire plus complexe (comme le concert au conservatoire de Milan), en reprenant les morceaux de Satie, Fauré et Ravel de ces expériences sortira en 1988 l’album Mélodie passagère.
En 1989, Juri Camisasca écrit certains des textes de Il sole nella pioggia, album qui lui ouvre les portes d’une dimension plus spirituelle. Dans cet album participent aussi d’autres artistes, Paolo Fresu, Steve Jansen et Richard Barbieri (ex Japan), Dave Gregory (en) des XTC, Jon Hassell, Kudsi Ergüner. La dernière chanson de l'album est Now and Forever un duo avec Peter Hammill. Suivra une tournée européenne en 1990.

### Années 1990
En 1992 sort Mezzogiorno sulle Alpi qui représente la finalité de sa maturité artistique, il est aussi le plus introspectif. Dans cet album Alice interprète La recessione un texte de Pier Paolo Pasolini sous une musique de Mino Di Martino. Suit une longue tournée européenne qui lui apportera une notoriété lui permettant des collaborations avec de grands musiciens internationaux comme Danny Thompson, Gavin Harrison, Jakko Jakszyk dei Level 42.
L’artiste compte un bon nombre d’admirateurs, mais elle a enfin trouvé un équilibre qui lui permet de produire de la musique de qualité sans se faire corrompre par le show business. Les temps des succès commerciaux sont finis.
En mai 1994, avec l’orchestre symphonique de Arturo Toscanini Alice participe au projet Art & Decoration, qui met en place une série de concerts où les musiques de Fauré, Ravel, Ives, Montsalvage sont reprises. Mais aucun album live ne verra le jour.
En 1995, après avoir lâché la EMI (qui avait publié un remix de Chan-son egocentrique sans son approbation), Alice rejoint la WEA avec l’album Charade ; elle ne change pas de registre, les paroles de ses chansons sont toujours introspectives (les singles comme Non ero mai sola et Dammi la mano amore portent la signature de l’artiste) des mélodies essentielles, elle s’entoure toujours d’artiste de qualité (Trey Gunn, Steward Gordon, ou encore Paolo Fresu, et le California Guitar Trio (en)).
En 1996, démarre une énième tournée européenne accompagnée de Robby Aceto, Ben Coleman, Mick Karn et Steve Jansen.
Durant la même année elle participe comme interprète et coauteur à l’album de Trey Gunn The third star.
1997 est une autre année de collaboration, avec Franceso Messina et autres, dans le projet Devogue et dans l’album Metallo non metallo dei Bluvertigo.
En 1998, sort Exit où est laissé une large place à l’électronique. Cet album contient un duo avec Skye des Morcheeba, qui est signé Juri Camisasca et Peter Hammill.
Tout de suite après naît le projet God is my DJ, elle retrouve Battiato qui écrit une partie des chansons. Par ce projet Alice cherche à trouver le côté spirituel de la musique. En 1999 God is my DJ devient un album.

### Années 2000

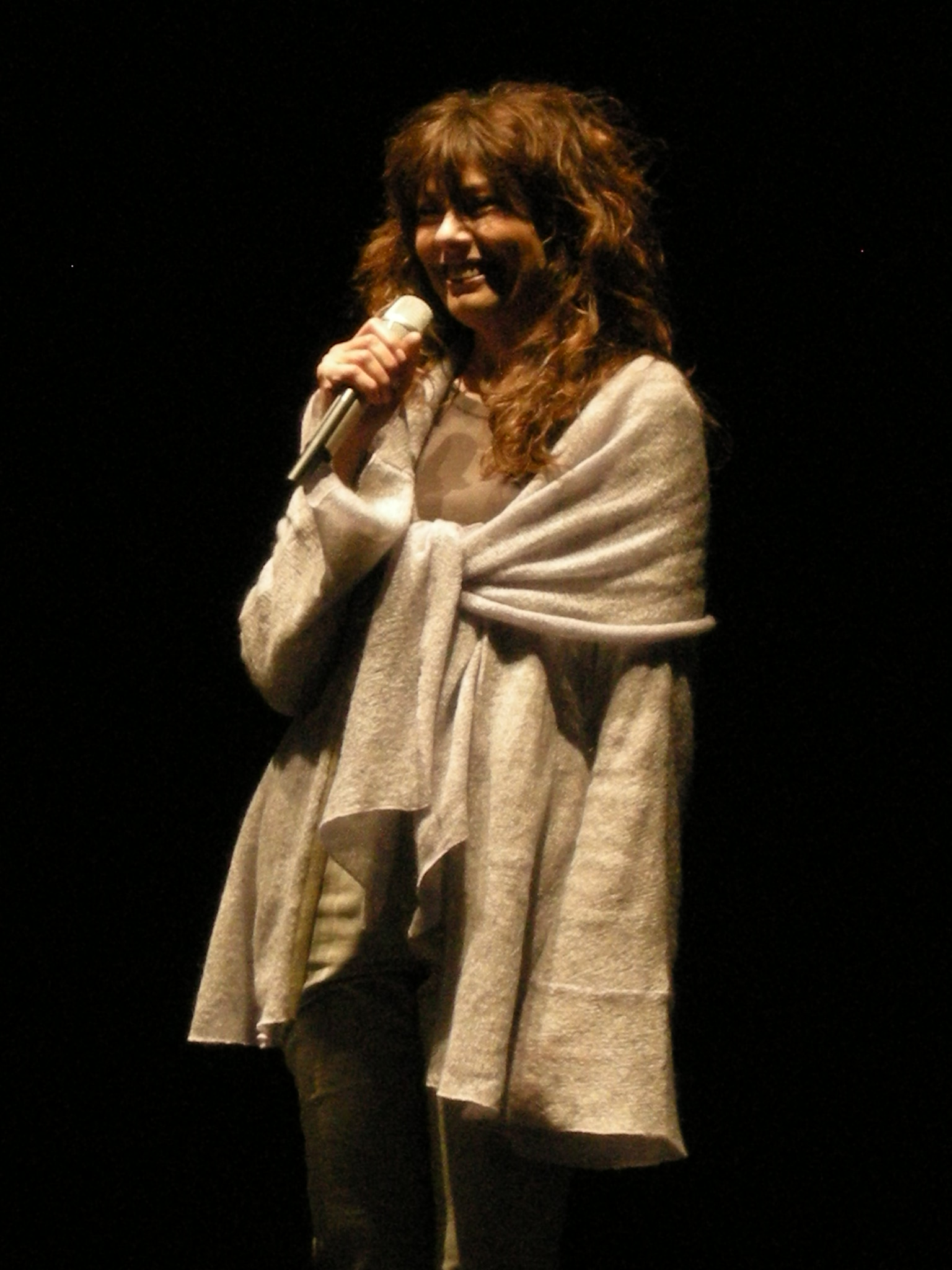
Alice durant un concert en 2009.

En 2000 avec Il giorno dell'indipendenza (morceau de Juri Camisasca) Alice participe au Festival de Sanremo où elle se classe à la 9ème place. Ce morceau est issu de l’album Personal Juke Box qui reprend certains anciens morceaux, rechantés pour l'occasion, de la chanteuse et des inédits.
L’album qui suit en 2003, est distribué par un label indépendant NuN, le projet d’Alice est de mettre la poésie dans les chansons, cet album s’intitule Viaggio in Italia (2003) : Et c’est en effet un hommage à tous les grands auteurs italiens tels que Franco Battiato, Ivano Fossati, Fabrizio De André, Francesco De Gregori, Francesco Guccini, Giorgio Gaber, Pasquale Panella. Alice fait une interprétation très particulière des chansons de ce dernier Cosa succederà alla ragazza et Ecco i negozi. La chanteuse renouvelle aussi sa collaboration avec Morgan des (Bluvertigo).
En 2004, avec la production artistique de Luca Urbani, elle chante Sospesa participant avec Morgan au projet artistique de Zerouno.
Entre 2006 et 2008, à travers une série de concerts, Alice démarre le projet Lungo la strada. La chanteuse se concentre sur les thèmes importants pour elle tels que l’amour, la guerre, la poésie, mais aussi la recherche de la foi. Elle se produit avec Steve Jansen, Marco Pancaldi et Alberto Tafuri.
EMI continue à distribuer ses anciens albums et à proposer de nouvelles compilations.
Le 27 mars 2009, Alice sort son premier album live intitulé Lungo la strada (live) cet album sort sous le label de EMI.
Le 21 juin 2009, avec 43 autres artistes italiens, elle participe au concert Amiche per l'Abruzzo (amis pour les Abruzzes) ce concert se produit au Stade de San Siro di Milano, il permet de récolter des fonds pour la population des Abruzzes où s’est produit le 6 avril un tremblement de terre. Alice chante Il contatto et Per Elisa.
Le 15 octobre 2009, Alice reçoit le Premio Mia Martini 2009, prix décerné au vu d’une carrière menée avec constance et loin d’une logique commerciale.

### Années 2010
En 2011, Alice sort le triple best of The platinum collection et en Septembre 2012, après 14 ans du dernier album de chansons inédites, sort l'album Samsara. Gros succès de ventes, il se classe numéro 10, grâce aussi au single Nata ieri, écrit par Tiziano Ferro. En 2014, Alice publie l'album Weekend, qui se classe à la 14ème place de la hit parade des ventes, avec son single porteur Tante belle cose, version italienne de la chanson Tant de belles choses de Françoise Hardy.
De février à avril 2016, Alice est engagée avec Franco Battiato dans une tournée italienne de trente-deux dates, accompagnée par l'Ensemble Symphony Orchestra. Cette série de concerts deviendra un CD/DVD live fin 2016. Le 9 février 2018, elle participe au Festival de Sanremo dans la soirée consacrée aux duos, invitée de Ron avec la chanson inédite de Lucio Dalla Almeno pensami.

### Années 2020
De juin à septembre 2021, Alice effectue une tournée intitulée Alice canta Battiato qui la conduit notamment au Palais Farnèse de Plaisance. À la suite de cette tournée, elle annonce pour le 25 novembre 2022 la sortie d'un nouvel album studio eri con me (tu étais avec moi) . La tournée se poursuit après la sortie de l'album avec une dernière date à Madrid le 24 avril 2024. L'album se classe numero 11 dans le classement ventes cd et streaming (bien qu'il ne soit pas présent en streaming les 4 premières semaines) et numéro 5 dans les ventes des vinyles.

## Discographie

### Sous le nom de Carla Bissi
- 1972 - Il mio cuore se ne va / Un giorno nuovo
- 1972 - La festa mia / Fai tutto tu
- 1973 - Il giorno dopo / Vivere un po' morire un po'

### Sous le nom de Alice Visconti
- 1975 - La mia poca grande età
- 1978 - Cosa resta...un fiore

### Sous le nom de Alice
2022 : Eri con me (BMG)

## Rééditions
- 1979 - Mi chiamo Alice (Record Bazar)
- 1984 - Alice (CGD)
- 1986 - Alice (EMI)
- 1988 - Kusamakura (Japon) (Odeon, EMI)
- 1994 - Il vento caldo dell'estate (EMI)
- 1995 - Viaggiatrice solitaria (EMI)
- 1997 - Alice canta Battiato (EMI)
- 1998 - I primi passi (On Sale Music)
- 2000 - I grandi successi di Alice (Pays-Bas) (Disky)
- 2001 - Collezione (EMI)
- 2003 - Le signore della canzone (EMI)
- 2004 - Made in Italy (EMI)
- 2005 - Studio Collection (EMI)
- 2005 - The Best of Alice (EMI)
- 2006 - Le più belle canzoni di Alice (WEA)
- 2006 - Le più belle canzoni di Alice (EMI)
- 2006 - Collezione Italiana (EMI)
- 2006 - D.O.C. (EMI)
- 2006 - The Best Of - Platinum (EMI)
- 2011 - The Platinum Collection 3CD